# Anthology (álbum de Michael Jackson)
Anthology es un álbum recopilatorio del cantante de pop y R&B Michael Jackson con éxitos adicionales de The Jackson 5, así como material raro de 1973. El álbum fue lanzado originalmente por Motown Records en los Estados Unidos el 14 de noviembre de 1986.
Fue relanzado el 8 de noviembre de 1995 con el título The Best Of Michael Jackson con versiones alternativas de algunas de las canciones, y ha vendido tres millones de copias en todo el mundo.
En 2008, en celebración del cumpleaños 50 de Michael Jackson (menos de un año antes de su muerte), Anthology fue relanzado bajo la serie Gold de Universal Music.

## Lista de canciones
CD x 2 1995
Disco Uno:
1. "Got to be There"
2. "Rockin' Robin"
3. "Ain't No Sunshine"
4. "Maria (You Were The Only One)"
5. "I Wanna Be Where You Are"
6. "Girl, Don't Take Your Love From Me"
7. "Love Is Here and Now You're Gone"
8. "Ben"
9. "People Make The World Go 'Round"
10. "Shoo-Be-Doo-Be-Doo-Da-Day"
11. "With a Child's Heart"
12. "Everybody's Somebody's Fool"
13. "Greatest Show On Earth"
14. "We've Got A Good Thing Going"
15. "In Our Small Way"
16. "All The Things You Are"
17. "You Can Cry On My Shoulder"
18. "Maybe Tomorrow" (The Jackson 5)
19. "I'll Be There" (The Jackson 5)
20. "Never Can Say Goodbye" (The Jackson 5)
21. "It's Too Late To Change The Time" (The Jackson 5)
22. "Dancing Machine" (The Jackson 5)

Disco Dos:
1. "When I Come Of Age"
2. "Dear Michael"
3. "Music And Me"
4. "You Are There"
5. "One Day In Your Life"
6. "Make Tonight All Mine"
7. "Love's Gone Bad"
8. "That's What Love Is Made Of"
9. "Who's Looking For A Lover"
10. "Lonely Teardrops"
11. "Cinderella Stay Awhile"
12. "We're Almost There"
13. "Take Me Back"
14. "Just A Little Bit Of You"
15. "Melodie"
16. "I'll Come Home To You"
17. "If N' I Was A God"
18. "Happy"
19. "Don't Let It Get You Down"
20. "Call On Me"
21. "To Make My Father Proud"
22. "Farewell My Summer Love"